# Eurymerodesmus digitatus
Eurymerodesmus digitatus är en mångfotingart som beskrevs av Loomis 1976. Eurymerodesmus digitatus ingår i släktet Eurymerodesmus och familjen Eurymerodesmidae. Inga underarter finns listade i Catalogue of Life.